# اریش هنل
اریش هنل (انگلیسی: Erich Hänel; ۳۱ اکتبر ۱۹۱۵ – ۱۷ مارس ۲۰۰۳) بازیکن فوتبال اهل آلمان بود.
وی همچنین در تیم ملی فوتبال آلمان بازی کرده‌است.